# جوليس سيلفيان
جوليس سيلفيان (بالسويدية: Jules Sylvain)‏ هو ملحن وكاتب سيناريو سويدي، ولد في 11 يونيو 1900 في ستوكهولم في السويد، وتوفي في 29 أكتوبر 1968 في كاستليون ديلا بيسكايا في إيطاليا.

## وصلات خارجية
- جوليس سيلفيان على موقع IMDb (الإنجليزية)
- جوليس سيلفيان على موقع ألو سيني (الفرنسية)
- جوليس سيلفيان على موقع ميوزك برينز (الإنجليزية)
- جوليس سيلفيان على موقع أول موفي (الإنجليزية)
- جوليس سيلفيان على موقع قاعدة بيانات الأفلام السويدية (السويدية)
- جوليس سيلفيان على موقع أول ميوزيك (الإنجليزية)
- جوليس سيلفيان على موقع ديسكوغز (الإنجليزية)
- جوليس سيلفيان على موقع قاعدة بيانات الفيلم (الإنجليزية)
- جوليس سيلفيان على موقع كينوبويسك (الروسية)